# Solvalla
För idrottsinstitutet, se Solvalla idrottsinstitut
Solvalla, i stadsdelen Bällsta i Västerort inom Stockholms kommun, Stockholms län, är en travbana och Sveriges nationalarena för travsport. Solvalla är Nordens största arena för travsport och ligger i Bromma i norra Stockholm. Travbanan har plats för 35 000 gäster och arrangerar varje år Elitloppet, ett av världens största travlopp. På anläggningen arrangeras också många event, mässor och konferenser. Solvalla drivs av den ideella föreningen Stockholms Travsällskap.
Anläggningen invigdes den 31 juli 1927. Premiäråret arrangerades det tolv löpningar; ett för lanthästar, tre för varmblod och tre för kallblod. Under 1930-talet lades grunden till dagens travsport. År 1930 kördes 36 tävlingsdagar med 225 löpningar på Solvalla, med en totalomsättning på över fem miljoner kronor. Det delades ut över en halvmiljon kronor i prispengar. År 1952 kördes den första upplagan av Elitloppet.
Här finns även kontor, där bland andra Aktiebolaget Trav & Galopp och Svensk Travsport har sina hemvist i Hästsportens Hus. Kontorskomplexet uppfördes under åren 1984–2006 efter ritningar av arkitektfirman Samark.

## Bilder

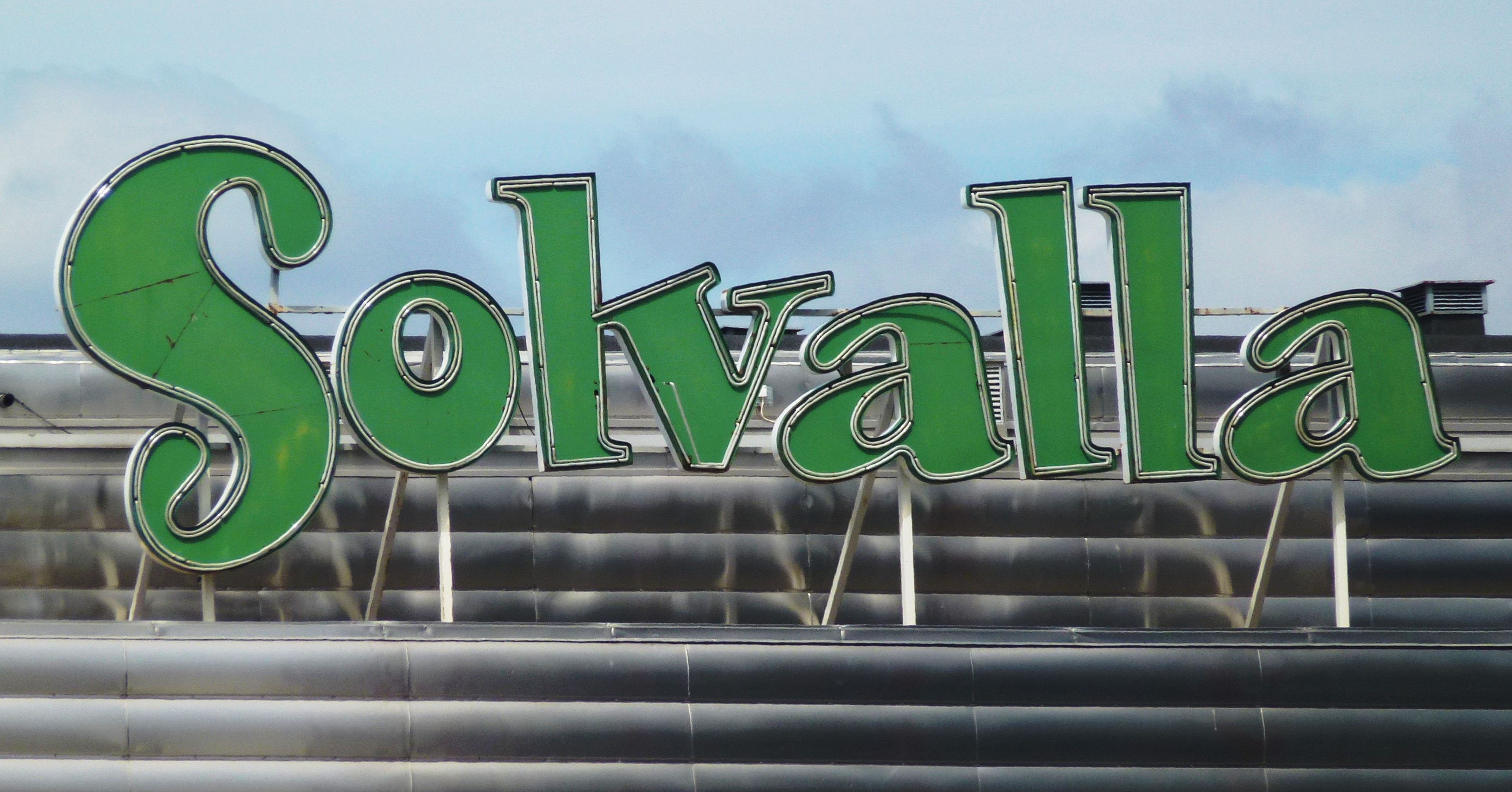
Solvallas takskylt
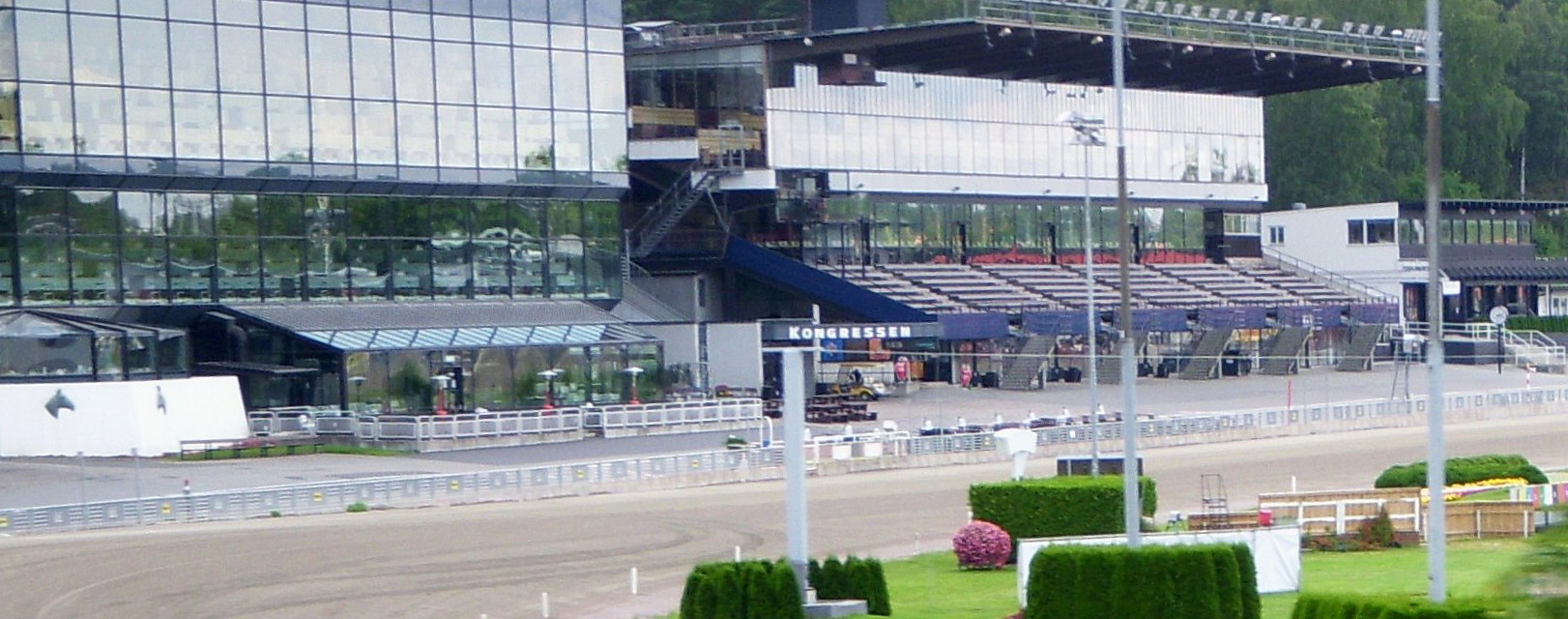
Solvalla travbana och läktare
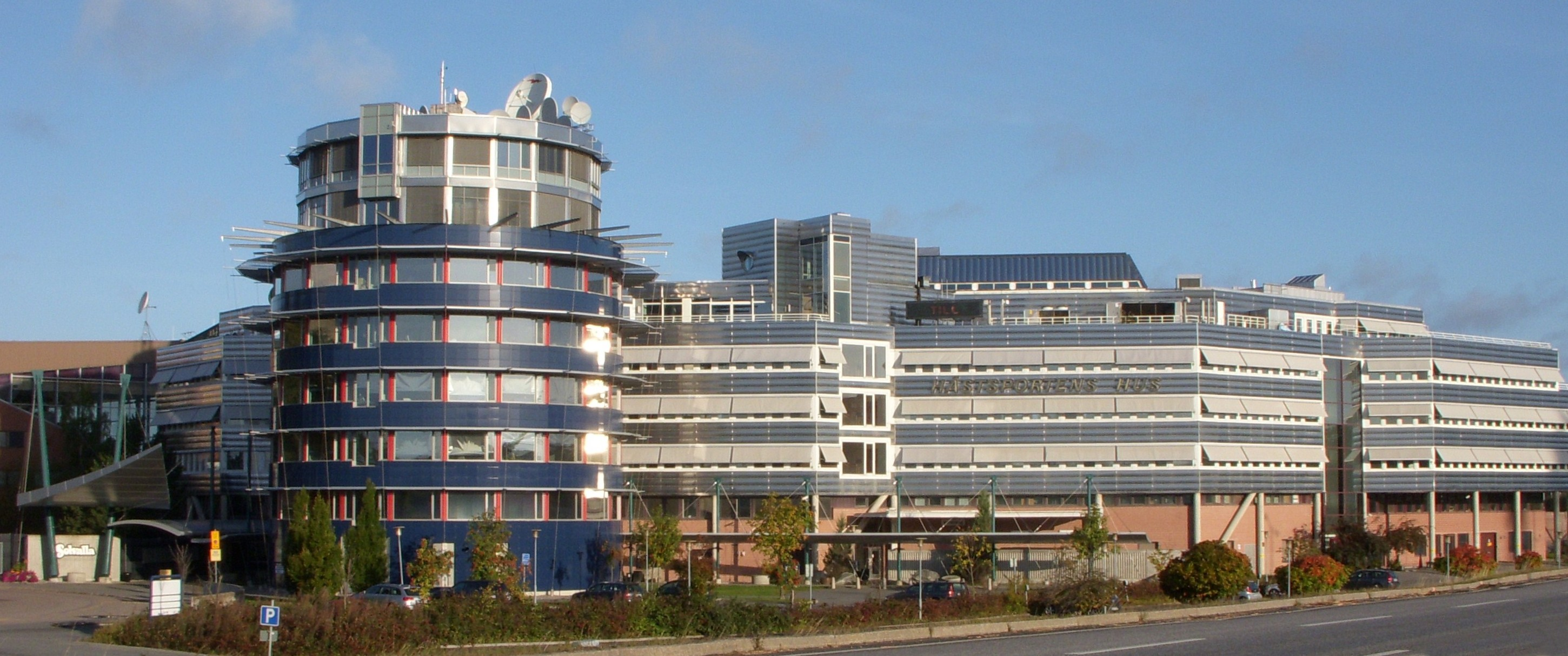
Huvudentré och Hästsportens hus